# شهرستان قشقه
شهرستان قشقه (به عربی: محلیة الفشقة) یک منطقهٔ مسکونی در سودان است که در کسلا واقع شده‌است.